# Ludwig Christ
Ludwig Christ (16. srpna 1847 Amstetten – 28. ledna 1920 Linec) byl rakouský podnikatel a politik německé národnosti z Horních Rakous, na počátku 20. století poslanec Říšské rady.

## Biografie
Působil jako kupec v Linci. Roku 1881 převzal obchod, jenž roku 1854 založil jeho otec Max Christ. Firmu v roce 1914 předal švagrovi, ale zůstal v ní až do své smrti jako ředitel. V roce 1887 založil továrnu na barvy a roku 1916 firmu na dovoz potravin. Dlouhodobě zasedal v linecké obchodní a živnostenské komoře, v níž zastával i funkci viceprezidenta. Byl členem státní železniční komise, prezidentem železniční společnosti Mühlkreisbahn a akciového pivovaru. Angažoval se veřejně i politicky. V letech 1887–1899 zasedal v obecní radě v Linci a zastával post starosty Amstettenu. Roku 1910 získal titul císařského rady.
Zasedal jako poslanec Hornorakouského zemského sněmu. Zvolen sem byl v roce 1904 za kurii obchodních a živnostenských komor. Zemským poslancem byl do roku 1908.
Působil i jako poslanec Říšské rady (celostátního parlamentu Předlitavska), kam usedl v doplňovacích volbách roku 1904 za kurii obchodních a živnostenských komor v Horních Rakousích, obvod Linec. Nastoupil 19. dubna 1904 místo Emila Dierzera von Traunthal. Ve volebním období 1901–1907 se uvádí jako Ludwig Christ, císařský rada.
Ve volbách roku 1904 se uvádí jako kandidát Německé pokrokové strany.
Zemřel v lednu 1920.